# Schlacht am Lalakaon
Frühe Schlachten
Mu'ta – Tabūk – Dathin – Firaz
Arabische Eroberung der Levante
Qartin – Bosra – Adschnadain – Mardsch ar-Rahit – Fahl – Damaskus – Mardsch ad-Dibadsch – Emesa – Jarmuk – Jerusalem – Hazir – Aleppo
Arabische Eroberung Ägyptens 
Heliopolis – Alexandria – Nikiou
Umayyadische Eroberung Nordafrikas
Sufetula – Vescera – Karthago
Umayyadidische Invasion Anatoliens
 und Konstantinopels
Eiserne Brücke – Germanikeia – 1. Konstantinopel – Sebastopolis – Tyana – 2. Konstantinopel – Nikäa – Akroinon
Arabisch-byzantinischer Grenzkrieg
Kamacha – Kopidnadon – Krasos – Anzen und Amorion – Mauropotamos – Lalakaon – Bathys Ryax
Sizilien und Süditalien
1. Syrakus – 2. Syrakus – Feldzüge des Maniakes
Byzantinischer Gegenschlag
Marasch – Raban – Andrassos – Feldzüge des Nikephoros Phokas – Feldzüge des Johannes Tzimiskes – Orontes – Feldzüge Basileios’ II. – Azaz
Seeoperationen
Phoinix – Muslimische Eroberung Kretas – Thasos – Damiette – Thessalonike – Byzantinische Rückeroberung Kretas
Die Schlacht am Lalakaon (altgriechisch Μάχη τοῦ Λαλακάοντος) oder Schlacht bei Po(r)son (altgriechisch Μάχη τοῦ Πό(ρ)σωνος) wurde am 3. September 863 zwischen dem Byzantinischen Reich und den Arabern mit deren paulikianischen Verbündeten in Paphlagonien (im Nordwesten der heutigen Türkei) ausgetragen. Die byzantinische Armee wurde von Petronas, dem Onkel von Kaiser Michael III. (regierte 842–867), geführt; den Oberbefehl über die Araber hatte der Emir von Melitene (Malatya), Omar al-Aqta (regierte von ca. 838–863). Einige arabische Quellen berichten auch von einer persönlichen Anwesenheit des byzantinischen Kaisers.
Die tief auf byzantinisches Territorium vorgedrungenen Araber und Paulikianer wurden nahe dem Flusse Lalakaon von den Byzantinern gestellt. Die anschließende Schlacht endete mit einem vollständigen byzantinischen Sieg und dem Tod des Emirs. Der Ausgang der Schlacht markierte das Ende der arabischen Expansion in Kleinasien und erlaubte es der Regierung in Konstantinopel, an der Ostgrenze des Reiches selbst wieder offensiv vorzugehen. Nachdem die Gefahr für den Osten ihres Reich beseitigt war, wurde das Augenmerk der Byzantiner zudem auch wieder verstärkt auf das Geschehen im Westen gelenkt, was in der Folge vor allem das Reich der Bulgaren betraf.

## Hintergrund

### Arabisch-byzantinische Grenzkonflikte
Nach der rapiden Islamischen Expansion im 7. Jahrhundert war das Byzantinische Reich im Wesentlichen auf Kleinasien, die Südküste des Balkan und Teile Italiens beschränkt. Da Byzanz auch weiterhin der Hauptfeind des arabischen Kalifats war, setzten sich die arabischen Überfälle nach Kleinasien im 8. und 9. Jahrhundert fort. Mit dem Fortgang der Jahrhunderte gewannen diese jährlichen Razzien geradezu einen „traditionellen“ Charakter.
Allgemein befanden sich die Byzantiner in diesen Jahrhunderten in der Defensive und erlitten einige schwere Niederlagen wie die Plünderung Amorions, der Heimatstadt der regierenden byzantinischen Dynastie im Jahr 838. Jedoch konnten die Byzantiner mit dem Schwinden der Macht des Abbasiden-Kalifats nach 842 und dem Aufstieg quasi unabhängiger Emirate an der byzantinischen Grenze die Handlungshoheit zurückgewinnen.
In den 850ern waren diese unabhängigen Emirate das von Malatya (Melitene) unter Omar al-Aqta, das Emirat von Tarsus unter Ali ibn Yahya („Ali der Armenier“), das Emirat von Qaliqala (Theodosiopolis, heutiges Erzurum) und die Paulikianer von Tephrike unter ihrem Anführer Karbeas. Melitene stellte in besonderem Maße ein Problem für Byzanz dar, da es westlich des Antitaurus-Gebirges gelegen war und somit direkten Zugang nach Kleinasien besaß. Das Ausmaß der Gefahr für die Byzantiner offenbarte sich 860: Omar und Karbeas vereinten ihre Kräfte und plünderten bis tief nach Westkleinasien, wenig später taten es ihnen die Truppen von Tarsus gleich, während eine Flotte aus Syrien den byzantinischen Hafen von Attaleia plünderte.

### Arabische Invasion 863
Im Sommer 863 schlug Omar abermals zu. Er vereinte seine Truppen mit Ali, um einen Raubzug nach Kappadokien durchzuführen. Es ist wahrscheinlich, dass auch ein paulikianisches Kontingent unter Karbeas teilnahm. Theophanes Continuatus zufolge zählte die arabische Armee 40.000 Mann. Heutige Schätzungen gehen allerdings von 20.000 aus, was für diese Periode eine bedeutende Armee darstellte. Die Araber passierten die Kilikische Pforte und gelangten in byzantinisches Gebiet, plünderten auf ihrem Weg und erreichten schließlich einen Ort in der Nähe von Tyana. Dort kehrte aus unbekannten Gründen die Armee von Tarsus zurück, der Emir von Melitene entschied alleine weiterzuziehen.
Dem zeitgenössischen Autor Ya'qubi zufolge hatte Omar 8.000 Soldaten. Auf byzantinischer Seite hatte Kaiser Michael III. seine Armee bei Marj al-Usquf („Bischofsweide“) versammelt, um der arabischen Attacke zu begegnen, einer Hochebene bei Malakopea, nördlich von Nazianz. Die Schlacht war blutig; der perso-arabische Geschichtsschreiber at-Tabarī berichtet, nur 1.000 von Omars Soldaten haben überlebt. Die überlebenden Araber konnten den Byzantinern entkommen und ihren Raubzug im Thema Armeniakon fortsetzen, bis sie die Schwarzmeerstadt Amisos erreichten und plünderten.

## Schlacht

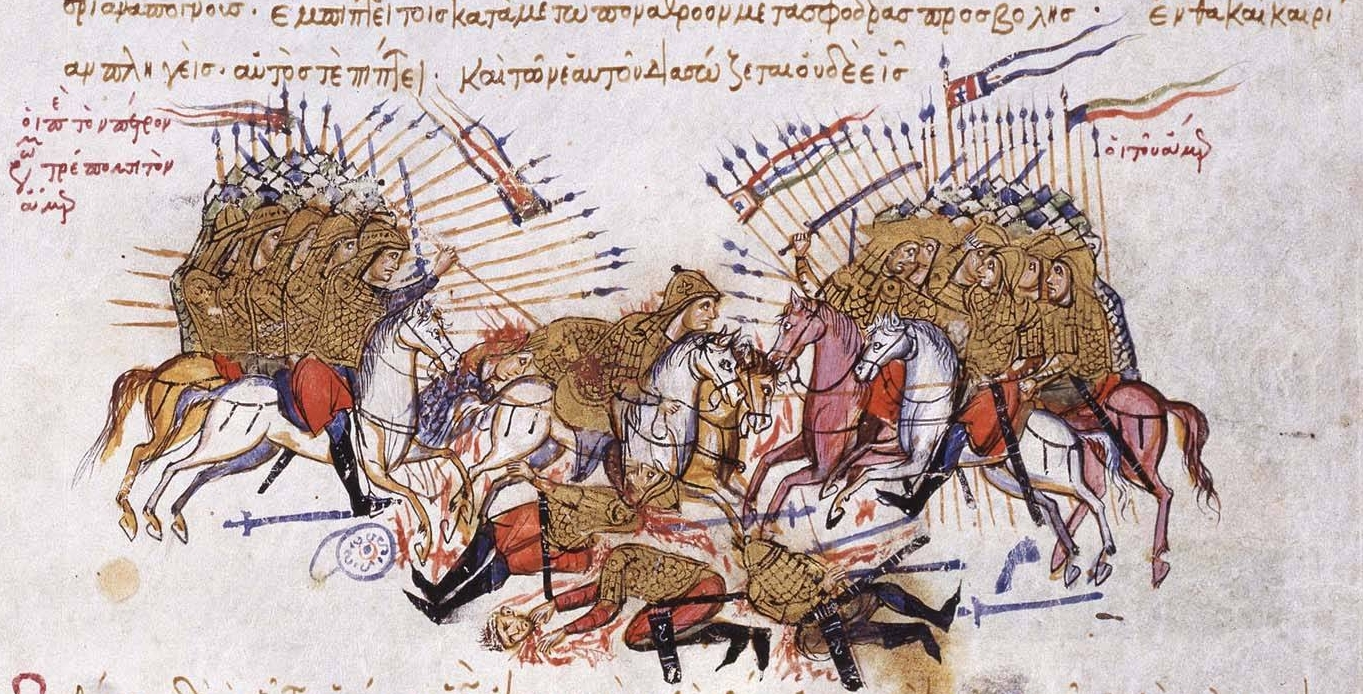
Schlacht zwischen Byzantinern und Arabern. Miniatur aus dem Madrider Bilderhandschrift des Skylitzes

Als Michael vom Fall von Amisos hörte, befahl er die Versammlung einer riesigen Streitmacht (al-Tabari schreibt von angeblich 50.000 Soldaten) unter dem Oberbefehl seines Onkels Petronas, des Stratēgos von Thrakesion. Al-Tabari schreibt, der Kaiser habe selbst das Kommando über die Armee übernommen, was sich aber nicht mit byzantinischen Berichten deckt. In Anbetracht der negativen Konnotation, mit der die byzantinischen Geschichtsschreiber zur Zeit der Makedonischen Dynastie das Bild Michaels versahen, könnte seine Auslassung verständlich sein. Die versammelte Streitmacht kam aus allen Teilen des Byzantinischen Reiches. Drei separate Heeresteile marschierten gegen die Araber: ein nördlicher, bestehend aus den Truppen der Themen von Armeniakon, Bukellarion (unter Nasar), Koloneia und Paphlagonien; ein südlicher, der wahrscheinlich schon auf der Bischofsweide gegen die Araber gekämpft hatte, bestehend aus den Aufgeboten der Themen Anatolikon, Opsikion und Kappadokien sowie denen der Kleisourai von Seleukeia und Charsianon; und einem westlichen Teil unter Petronas, der die Milizen von Makedonien, Thrakien und Thrakesion sowie die kaiserlichen Tagmata umfasste.
Es gelang den byzantinischen Heeresteilen, sich am 2. September zu treffen und Omars kleineres Heer bei einem Ort namens Poson (Πόσων) oder Porson (Πόρσων) nahe dem Lalakaon einzukreisen. Die genaue Lage des Flusses und des Schlachtfelds konnte nicht ausfindig gemacht werden; die meisten Historiker stimmen aber überein, dass sie nahe dem Halys, etwa 130 km südöstlich von Amisos war. Mit dem Anmarsch der byzantinischen Truppen stand dem Emir und seinen Männern nur noch ein Fluchtweg offen, der zu einem strategisch gelegenen Hügel führte. In der Nacht versuchten sowohl die Araber als auch die Byzantiner diesen zu besetzen, die Byzantiner gingen siegreich aus diesem Kampf hervor. Am nächsten Tag, dem 3. September, entschloss sich Omar seine gesamten Truppen gegen den westlichen Abschnitt der byzantinischen Front zu werfen, an der Petronas die Stellung hielt, um einen Ausbruch zu erzwingen. Die Byzantiner hielten aber ihre Stellung und gaben so den anderen beiden Heeresteilen Zeit, sich in den Rücken der Araber zu manövrieren. Die Araber begannen zu fliehen, in der Panik wurde Omar auf dem Schlachtfeld erschlagen. Womöglich gehörte Karbeas auch zu den Opfern der Schlacht: Obwohl seine Schlachtteilnahme nicht gesichert ist, starb er Berichten zufolge in diesem Jahr.
Nur dem Sohn des Emirs gelang mit einer kleinen Leibwache die Flucht vom Schlachtfeld. Er floh südwärts ins Grenzgebiet von Charsianon. Er wurde aber von Machairas, dem Kleisourarchēs von Charsianon, verfolgt und gefangen genommen.

## Folgen

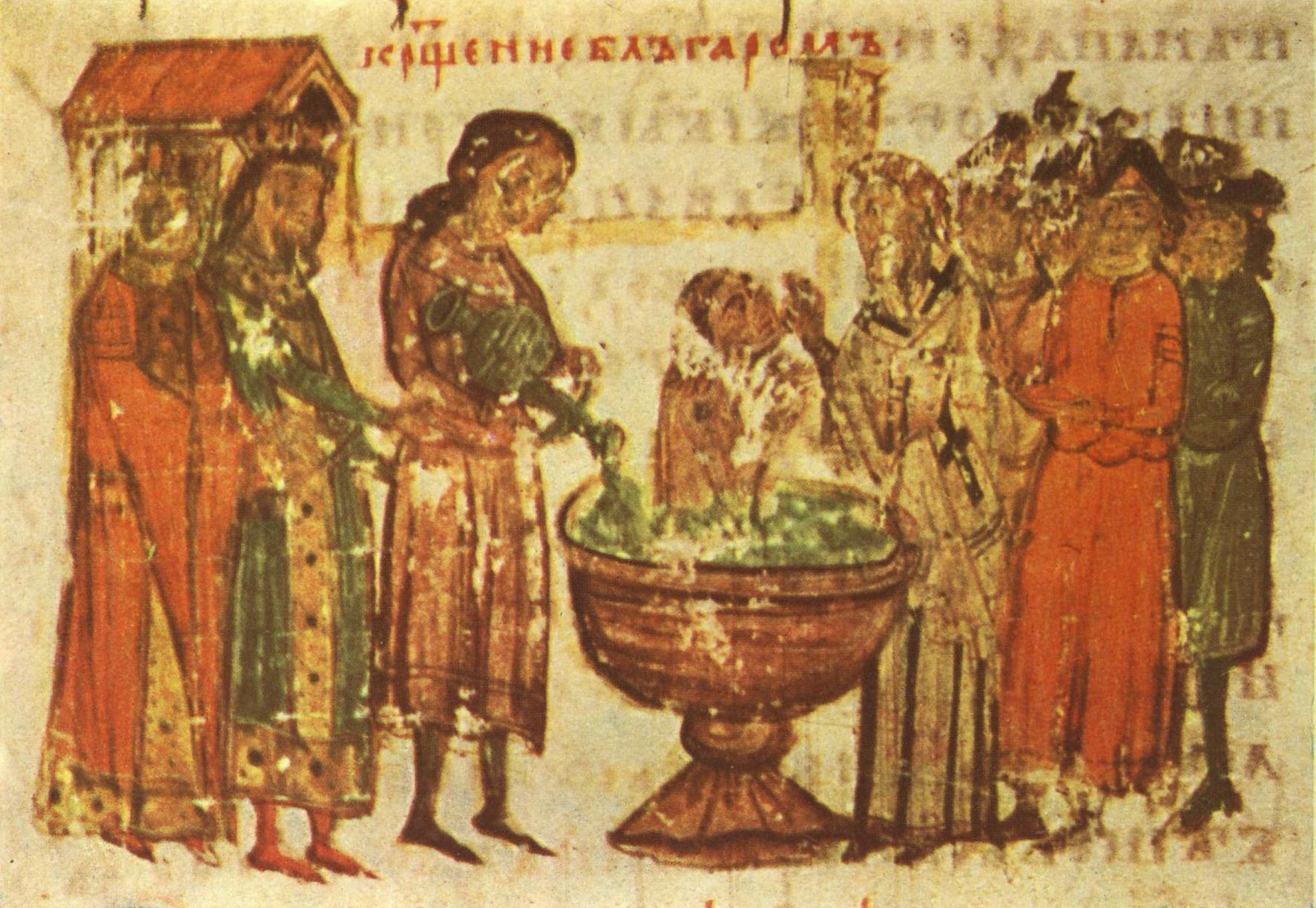
Der Sieg bei Lalakaon ermöglichte es dem Reich, seine Kräfte auf das Erste Bulgarische Reich zu konzentrieren. Darstellung der Taufe von Bulgaren in der Chronik von Konstantin Manasses.

Eine byzantinische Armee fiel im Emirat von Armenien ein und tötete entweder im Oktober oder November dessen Emir Ali ibn Yahya. In einem einzigen Feldzug hatten die Byzantiner ihre drei wichtigsten Feinde an der Ostgrenze besiegt. Im Rückblick war die Schlacht entscheidend, da sie die Macht des Emirats von Melitene auf Dauer brach. Der byzantinische Sieg bei Lalakaon änderte das strategische Gleichgewicht in der Region und bedeutete den Anbruch der byzantinischen Rückeroberungsfeldzüge des 10. Jahrhunderts.
Die Bedeutung des Sieges entging auch den Zeitgenossen nicht: die Byzantiner feierten ihn als Rache für die Plünderung Amorions 25 Jahre zuvor. Den siegreichen Generälen wurde in Konstantinopel ein triumphaler Empfang bereitet, Zeremonien und Spiele wurden abgehalten. Petronas erhielt den hohen Würdentitel eines Magistros und Charsianon wurde in den Rang eines vollwertigen Themas erhoben.
Das Ende der Bedrohung der byzantinischen Ostgrenze ermöglichte dem Reich auch neue Möglichkeiten im Westen. Zar Boris I. (regierte 852–889) hatte mit dem Papst und Ludwig dem Deutschen (regierte 817–876) über einen möglichen Übertritt seines heidnischen Volkes zum Christentum verhandelt. Diese Ausweitung von Roms kirchlicher Autorität in Reichweite von Konstantinopel konnte die byzantinische Regierung nicht hinnehmen. Im Jahr 864 wurden die siegreichen östlichen Heeresteile nach Europa berufen und marschierten in Bulgarien ein. Diese Demonstration militärischer Stärke überzeugte Boris, sich eher an die byzantinischen Missionare zu wenden. Boris wurde getauft und nahm den Namen Michael zu Ehren des byzantinischen Kaisers an, was den Beginn der Christianisierung Bulgariens markierte und das Land in die östliche, byzantinisch/orthodoxe Sphäre einband.

## Einfluss auf die Heldenliteratur
Dem französischen Byzantinisten Henri Grégoire zufolge inspirierte der byzantinische Sieg von Lalakaon eines der ältesten akritischen (Helden)-Gedichte: den Gesang von Armouris. Grégoire hält es für möglich, dass der gleichnamige byzantinische Soldat Armouris in der Realität Kaiser Michael III. darstellen könnte.